# Lester Finch
Lester Charles Finch (Barnet, 26 agosto 1909 – Barnet, 20 novembre 1995) è stato un allenatore di calcio e calciatore inglese, di ruolo attaccante.

## Carriera

### Club
Ha giocato nel Barnet.

### Nazionale
Venne convocato nella nazionale britannica che partecipò ai Giochi olimpici del 1936, manifestazione in cui ha realizzato una rete in 2 presenze.

## Palmarès

### Giocatore

#### Club

##### Competizioni nazionali
- FA Amateur Cup: 1

Barnet: 1945-1946
- Athenian League: 4

Barnet: 1930-1931, 1931-1932, 1946-1947, 1947-1948

##### Competizioni regionali
- London Senior Cup: 3

Barnet: 1937-1938, 1940-1941, 1946-1947